# Ahuna Mons

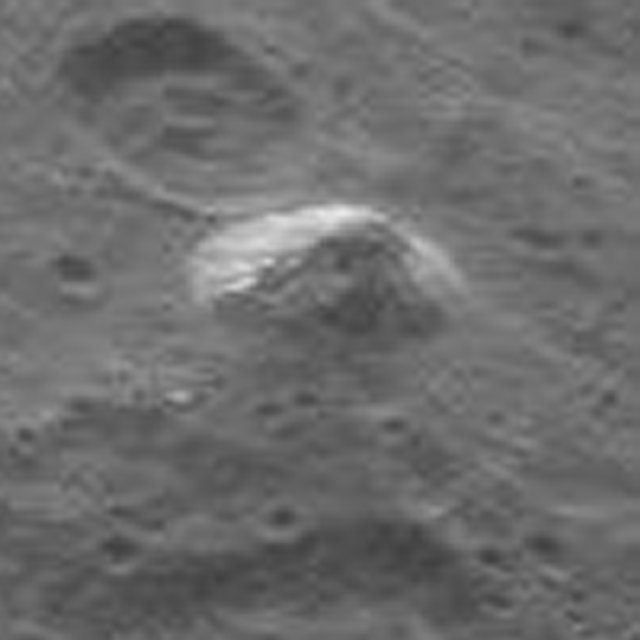
La montaña en forma de pirámide de Ceres. Imagen obtenida por la Dawn a 4400 km de distancia el 6 de junio de 2015.

Ahuna Mons es el nombre dado a una gran montaña sobre el planeta enano Ceres. La montaña es inusual por su tamaño y localización en una superficie relativamente plana, y los científicos han expresado su sorpresa por la configuración del pico "único". Esta montaña tiene cerca de 6 kilómetros de altura.
La montaña recibe su nombre del festival tradicional del Ahuna, de la cultura Sumi Naga de la India.

## Descubrimiento

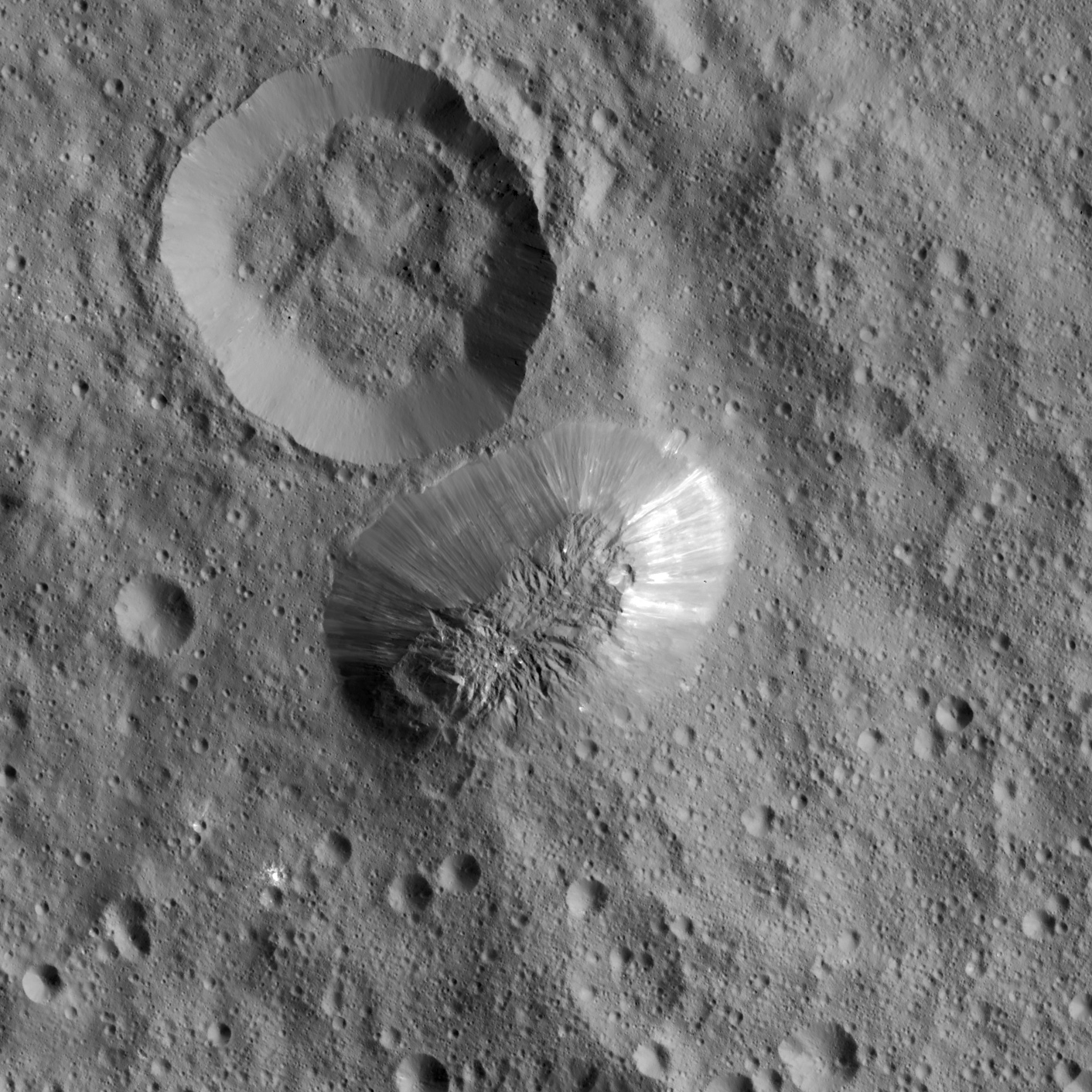
Fotografía de la montaña tomada por la sonda Dawn.

Una imagen obtenida por la sonda Dawn en órbita alrededor de Ceres el 6 de junio de 2015 mostró claramente la gran montaña, aparentemente por primera vez. Sin embargo, las fotografías hechas con anterioridad por la Dawn mientras se aproximaba a Ceres, incluyendo una del 19 de febrero de 2015, también muestran la montaña, aunque poco clara.
Más imágenes de la sonda espacial Dawn en órbita alrededor de Ceres fueron tomadas en fases sucesivas en la segunda mitad de 2015, lo que proporcionó fotografías más detalladas y con más información.

## Características
Se ha estimado que Ahuna Mons tiene cerca de 6 km (4 mi o 20,000 ft) de altura y en torno a 15 km de base. La montaña destaca por situarse en un área poco accidentada y bastante plana.